# Kobe Vleminckx
Kobe Vleminckx (31 mei 1998) is een Belgische atleet, die zich heeft toegelegd op de sprint. Op de Europese kampioenschappen U23 won hij een zilveren medaille op de 200 m. Hij werd zevenmaal Belgisch kampioen.

## Loopbaan
Vleminckx behaalde verschillende medailles op de Belgische kampioenschappen. Indoor op de 60 m en outdoor op de 200 m. In 2019 veroverde hij op de Europese kampioenschappen U23 te Gävle zilver op de 200 m. Nadien won hij met het Belgische team nog een bronzen medaille op de 4 x 100 m estafette. Tussen 2019 en 2021 behaalde hij drie opeenvolgende Belgische titels op de 100 m.
In mei 2022 liep hij in Dessau op de 100 m naar een nieuw persoonlijk record van 10,34 s. Daarmee deed hij het een honderdste seconde beter dan twee weken eerder. Het was de eerste keer sinds Erik Wijmeersch in 2006 dat een Belg nog zo snel liep op de 100 m. Met zijn tijd steeg hij van de tiende naar de negende plaats in de Belgische top tien aller tijden van dat moment.
Vleminckx was aangesloten bij Atletiekclub Herentals. In oktober 2019 maakte hij de overstap naar Atletiekclub Lyra. Met die club werd hij in 2022 interclubkampioen.

## Belgische kampioenschappen
Outdoor
| Onderdeel | Jaar                         |
| --------- | ---------------------------- |
| 100 m     | 2019, 2020, 2021, 2022, 2023 |

Indoor
| Onderdeel | Jaar       |
| --------- | ---------- |
| 60 m      | 2020, 2024 |

## Persoonlijke records
Outdoor
| Onderdeel | Prestatie | Wind     | Datum        | Plaats            |
| --------- | --------- | -------- | ------------ | ----------------- |
| 100 m     | 10,15 s   | +0,9 m/s | 24 juli 2024 | La Chaux-de-Fonds |
| 200 m     | 20,23 s   | +0,4 m/s | 24 juli 2024 | La Chaux-de-Fonds |

Indoor
| Onderdeel | Prestatie | Datum            | Plaats   |
| --------- | --------- | ---------------- | -------- |
| 60 m      | 6,63 s    | 20 januari 2024  | Dortmund |
| 200 m     | 20,73 s   | 13 februari 2025 | Liévin   |

## Palmares

### 60 m
- 2018:  BK indoor AC – 6,80 s
- 2019:  BK indoor AC – 6,79 s
- 2020:  BK indoor AC – 6,71 s
- 2021: 7e in ½ fin. EK indoor in Toruń - 6,68 s
- 2024:  BK indoor AC – 6,66 s

### 100 m
- 2019:  BK AC – 10,61 s
- 2020:  BK AC – 10,43 s
- 2021:  BK AC – 10,65 s
- 2022:  BK AC – 10,25 s
- 2022: 7e in ½ fin. EK in München – 10,34 s
- 2023:  BK AC – 10,32 s
- 2024:  BK AC – 10,25 s

### 200 m
- 2017:  BK AC – 21,33 s
- 2018:  BK AC – 20,96 s
- 2019:  EK U23 te Gävle – 21,04 s (in serie 20,96 s)
- 2024:  BK AC – 20,61 s

### 4 x 100 m
- 2019:  EK U23 te Gävle – 39,77 s
- 2022: 6e EK in München – 39,01 s (38,73 s (NR) in reeks)
- 2024: 4e EK in Rome – 38,65 s (38,55 s (NR) in reeks)